# Alice chez les Incas
Alice chez les Incas (The Clue in the Crossword Cipher, littéralement : L'Indice du code secret à mots croisés) est le quarante-quatrième roman de la série américaine Alice (Nancy Drew en VO) écrit par Caroline Quine, nom de plume collectif de plusieurs auteurs. L'auteur de ce roman est Harriet Adams.  
Aux États-Unis, le roman a été publié pour la première fois en 1967 par Grosset & Dunlap, New York. En France, il est paru pour la première fois en 1972 chez Hachette Jeunesse dans la collection « Bibliothèque verte ». Il n'a plus été réédité en France depuis 2001. 

## Résumé
Remarque : le résumé est basé sur les éditions cartonnées non abrégées parues de 1972 à 1989 en langue française.
Venue séjourner aux États-Unis, à River City, chez des parents, la jeune Péruvienne Carla Ramirez montre à Alice un très ancien disque de bois gravé qui se trouve dans sa famille depuis plus de trois cents ans, et qui représente un singe à la queue tronquée. 
Carla pense que les étranges dessins au dos du disque sont un rébus qui pourraient mener à quelque trésor. De New York à la Terre de Feu, de Lima à Machupicchu, berceau de la civilisation Inca, Alice, accompagnée de ses fidèles amies Bess et Marion, s'efforcera de résoudre l'énigme du singe à la queue tronquée.

## Personnages

### Personnages récurrents
- Alice Roy : dix-huit ans, détective amateur blonde, fille de James Roy, orpheline de mère.
- James Roy : avoué[3] de renom, père d'Alice Roy, veuf.
- Bess Taylor : jeune fille blonde et rondelette, une des meilleures amies d'Alice.
- Marion Webb : jeune fille brune et sportive, cousine germaine de Bess Taylor et une des meilleures amies d'Alice.
- Ned Nickerson : jeune homme brun et athlétique, ami et chevalier servant d'Alice, étudiant à l'université d'Emerson.
- Sarah : la fidèle gouvernante des Roy, qui a élevé Alice à la mort de sa mère.

### Personnages spécifiques à ce roman
- Carla Ramirez (Carla Ponce en VO) : jeune Péruvienne.
- M. et Mme Muriel Franck : oncle et tante de Carla Ramirez à River City.
- Henri Wallace : malfaiteur.
- El Gato: Le Chat en espagnol, surnom du chef péruvien d'une bande de malfaiteurs.
- Jorge Velez : propriétaire d'un atelier de bois du Pérou.
- Luis Llosa : malfaiteur péruvien, aide de Jorge Velez.
- M. Benavides : archéologue péruvien.
- M. Stevenson : le commissaire de River City, ami d'Alice.

## Éditions françaises
Note : Toutes les éditions ont paru aux éditions Hachette.
- 1972 — coll. « Bibliothèque verte », cartonné (français, version originale). Illustré par Albert Chazelle. Texte français d'Anne Joba. 20 chapitres. 188 p.
- 1983 — coll. « Bibliothèque verte » (série hachurée), cartonné (français, version originale). Couverture de Joseph Sheldon, illustrations intérieures de Albert Chazelle. Texte français d'Anne Joba. 20 chapitres. 188 p.
- 1985 — coll. « Bibliothèque verte » (série hachurée), cartonné (français, version originale). Couverture de Philippe Daure, illustrations intérieures de Albert Chazelle.
- 1989 — coll. « Bibliothèque verte » no 463, souple (français, version originale). Nouvelles illustrations de Philippe Daure.
- 2000 — coll. « Bibliothèque verte » (série à timbre), souple (français, version originale). Illustrations de Philippe Daure.